# Covoada
Covoada ist eine portugiesische Gemeinde (Freguesia) im Kreis (Município) von Ponta Delgada auf der Azoreninsel São Miguel. Sie ist als eine von nur drei reinen Binnengemeinden auf São Miguel ohne Berührung mit dem Atlantischen Ozean.

## Geschichte
Die Gemeinde Covoada entstand 1980 neu, durch Ausgliederung aus der Gemeinde Relva.
2001 wurde hier das Núcleo Museológico da Covoada eröffnet, ein lokales Heimatmuseum, das sich mit der überwiegend landwirtschaftlichen Geschichte des Gemeindegebietes beschäftigt. Später wurde es geschlossen und ein Turismo-Büro dort eröffnet. In dieser öffentlichen Touristenauskunft sind nun Teile der Sammlung zu sehen.

## Verwaltung
Covoada ist Sitz einer gleichnamigen Gemeinde (Freguesia) im Kreis Ponta Delgada. In ihr leben 1223 Einwohner auf einer Fläche von 9 km² (Stand 19. April 2021).
Die Gemeinde besteht nur aus der Ortschaft Covoada.

## Söhne und Töchter
Der PS-Politiker Vasco Cordeiro wurde 1973 hier geboren. Seit 2012 ist er Präsident der Autonomen Region Azoren.